# نقد الزرادشتية

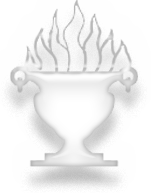

نقد الزرادشتية ( بالانجليزي: Criticism of Zoroastrianism ) جرى نقد الزرادشتية خلال قرون عديدة وليس فقط من أتباع الديانات الأخرى، ولكن أيضًا بين الزرادشتين أنفسهم، ساعين نحو إصلاح العقيدة.

## زرادشت
في بداية القرن التاسع عشر، ادّعى مبشر مسيحي يعيش في الهند البريطانية، يُدعى جون ويلسون، أن زرادشت لم يحظ بتفويض سماوي حقيقي (أو حتى ادعى ذلك الدور)، ولم يصنع أي معجزات، أو يظهر نبوءات، وأن قصة حياته «نسيج خالص من الخيال والخرافات الحديثة نسبيًا». يؤكد آخرون على أن جميع المصادر الزرادشتية المتاحة المتعلقة بزرادشت لا تقدم سوى صور متضاربة عنه، خاصة بين المصادر الأقدم والأحدث. 

## الأفستا
تتكون الأفستا من خمسة أجزاء وهي: ياسنا، فيسبيريد، ياشتس، فينديداد ، خورده أفستا ، وأقدم مخطوطة من الافستاء تعود إلى عام 1323 ميلادي.ويقول أ. في. وليامز جاكسون أنه لا توجد مخطوطة واحدة تحتوي على الأفستا بالكامل. أقدم مقطع تم تأليفه في الكتاب هو جاثا ، وهناك إجماع عام تدريجي لصالح وضع جاثا في حوالي عام 1000 قبل الميلاد
ويوجد الآن إجماع واسع النطاق على أن معظم نصوص الأفستا المختلفة على مدار تاريخها الطويل تم تناقلها شفهيًا وبشكل مستقل عن بعضها البعضويتفق العلماء المعاصرون على رفض فكرة انه جراء تاليف الافستاء في عصر الإمبراطورية الأخمينية ويرفض معظم العلماء المعاصرين ايضا فكرة أن نسخة من الأفستا كتبت في عصر الإمبراطورية السلوقية والإمبراطورية البارثية بسبب عدم وجود أدلة.وهذا ما جعل عددا من الزردشتيين فقط يومن بان مقطعا "جاثا" هو من تاليف زرادشت واما بقية اجزاء الافستاء كتابات من تاليف اناس اخرين وانها غير مقدسة
وجاثا هو مقطع الوحيد في الافستاء بالكامل الذي فيه احتمال بانه تاليف زرادشت نفسهواما بقية ياسنا ليست من تاليف زرادشت

## تعدد الالهة
"ياشتس" هي مجموعة من واحد وعشرين ترنيمة باللغة الأفستية الصغرى. كل من هذه الترانيم تستحضر إلهًا زرادشتيًا. يتم اختصار فصول وأبيات ترنيمة ياشتس تقليديًا باسم Yt, في الأفستا ، ياشتس هو اسم جزء من كتاب الأفستا ، الكتاب الديني للزرادشتيين.

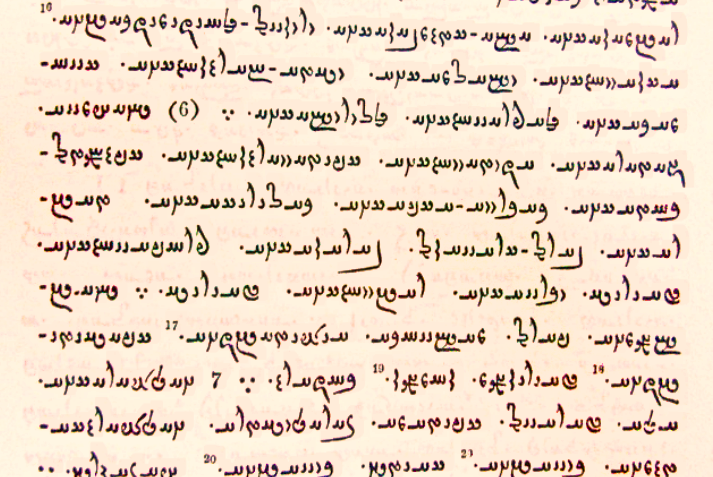
صورة لاحد صفات لافستا

Y. 1-8 مكتوبة في شكل تعداد: تتم دعوة الآلهة للتضحية (1)، ويتم تقديم القربان والبارسمان لهم (2)، ثم القرابين الأخرى (3-8: سروش دارون). Y. 56 يناشد الآلهة لجذب الانتباه. Sīrōza "ثلاثون يومًا" يعدد الآلهة الذين يرعون الثلاثين يومًا من الشهر. يوجد في شكلين، "الصغير". V. Yašts (Yt.) هي ترانيم موجهة إلى الآلهة الرئيسية. Yt. 5 (132 بيتًا) هو ترنيمة مهمة موجهة إلى Arədui Sūrā Anāhitā، إلهة المياه.
كما اتهم علماء النقاد على نحو مشترك أن الزرادشتيين يعبدون آلهة أخرى وعناصر من الطبيعة، مثل النار -في إحدى الصلوات، الصلاة للنار (أتيش نيايش)، «أنا أدعو، أنا أؤدي (العبادة) لك، النار، ابن أهورامزدا معًا مع كل النيران»- وميثرا. اتهمت بعض الانتقادات الزرادشتين بكونهم أتباعًا للنزعة الثنائية، بينما يدعون فقط كونهم متبعين للديانات التوحيدية في العصور الحديثة لمقاومة التأثير القوي للمسيحية والفكر الغربي الذي «رحب بالديانات التوحيدية كأعلى درجة من الإلهيات». أصر الناقدون على أن الرؤية الإصلاحية للديانات التوحيدية تناقض ظاهريًا الرؤية المحافظة (أو التقليدية) للنظرة الثنائية نحو العالم التي تظهر جليًا في العلاقة بين أهورامزدا وأهريمان.
يُعد كتاب "دنكارد" مجموعة من المعتقدات والعادات الزرادشتية في القرن العاشر الميلادي. ويُعتبر كتاب "دنكارد" إلى حد كبير "موسوعة الزرادشتية" وهو مصدر قيم للأدب الزرادشتي خاصة خلال فترة ظهوره في العصر الفارسي الأوسط. لا يعتبر كتاب "دنكارد" نصًا مقدسًا من قبل غالبية الزرادشتيين، ولكنه لا يزال يعتبر جديرًا بالدراسة، ففي الفصل 21، تحث على عبادة الشمس والكائنات الأخرى.
لقد تعرضت عبادة الأمشا سبنتا واليازاتا لهجوم متكرر من قبل مصادر غير زرادشتية بسبب طبيعتها الوثنية، ليس فقط في العصر الحديث ولكن أيضًا في العصر الساساني. وفي حين كانت "عبادة العناصر" اتهامًا متكررًا خلال القرنين الرابع والخامس،المبشرين المسيحيين, مثل جون ويلسونفي القرن التاسع عشر، استهدفت الهند على وجه التحديد وجود الأميشا سبينتا باعتباره مؤشراً على تقليد تعدد الآلهة الزرادشتي الذي يستحق الهجوم.
كان من الأهداف المتكررة للنقد العقيدة الزرادشتية التي يعلن فيها أتباعها: "أعترف بأنني عبد لمزدا، وأتبع تعاليم زرادشت، ... شخص يمدح ويحترم أميشا سبنتا" (الفراڤاراناه، ياسنا 12.1). يعتقد بعض علماء اللاهوت الزرادشتيين المعاصرين، وخاصة أولئك الذين يتماهون مع المدرسة الفكرية الإصلاحية، أن الروح الأثيرية والمظهر المادي لا ينفصلان بأي حال من الأحوال وأن تبجيل إبداعات أهورا مزدا هو في النهاية عبادة للخالق.

## ديانة الإمبراطورية الأخمينية
غالبًا ما يُعتقد أن الديانة السائدة في الإمبراطورية الأخمينية كانت الزرادشتية، لكن العلماء يعتقدون أن هذا غير صحيح. على سبيل المثال، يشير إيميل بينفينيست إلى أن أهورا مزدا هو إله قديم جدًا وأن الزرادشتيين استخدموا هذا الاسم للإشارة إلى الإله الزرادشتي. حتى الدور الرئيسي المخصص لهذا الإله في المازدية ليس ابتكارًا زرادشتيًا. لا يمكن أن يكون لقب المازدية (عابد مزدا) الموجود في البرديات الآرامية من العصر الأخميني دليلاً على أن الأخمينيين كانوا زرادشتيين، كما أن ذكر اسم أهورا مزدا في النقوش الحجرية ليس دليلاً على ذلك أيضًا. في النقوش الأخمينية، لم يتم ذكر الزرادشتية فحسب، بل لم يتم ذكر أي شيء آخر يمكن أن يعطي هذه النقوش لونًا زرادشتيًا
ويرى هنريك صمويل نيبرج أنه لا يمكن رؤية أي من الخصائص الأساسية للديانة الزرادشتية في البنيات الأساسية للديانة الأخمينيةويكتب هنريك صموئيل نيبرج أنه لا يوجد دليل واضح على متى بدأت الزرادشتية في الانتشار في الري، القاعدة المركزية لمغان. ويعتقد أن أحدث وقت لهذا الحدث كان عندما تأسست الدولة الأخمينيةواعتبر المناقشات والآراء حول الزرادشتية الأخمينية مليئة بالتحيز الحزبي والخرافات بين علماء عصره وأشار إلى هذه المناقشات باعتبارها من أكثر المناقشات إيلامًا وتضليلًا. وهو ما لم يحدث في العلوم الإنسانية

## تحريف الزرادشتية

### الزورفانية
الزورفانية هي حركة دينية جبرية من الزرادشتية حيث يعتبر الإله زورفان المبدأ الأول (الإله الخالق الأزلي) الذي أنجب توأمين متساويين ولكنهما متعاكسين، أهورا مازدا وأنغرا ماينيو. تُعرف الزورفانية أيضًا باسم "الزرادشتية الزورفانية"، ويمكن مقارنتها بالمازدية.في الزورفانية، كان يُنظر إلى زورفان على أنه إله الزمان والمكان اللانهائيين، ويُعرف أيضًا باسم "الواحد" أو "الوحيد". تم تصوير زورفان على أنه إله متسامٍ ومحايد بلا عاطفة؛ إله لا يميز بين الخير والشر. اسم زورفان هو ترجمة طبيعية للكلمة، والتي تظهر في الفارسية الوسطى إما زورفان أو زروفان أو زرفان.
على عكس الزرادشتية المازدية، اعتبرت الزرفانية أهورا مزدا ليس الخالق المتعالي، بل أحد إلهين متساويين ولكنهما متعاكسان تحت سيادة زرفان. جعلت العقيدة الزرفانية المركزية أهورا مزدا وأنغرا ماينيو (أهريمان) شقيقين توأمين عاشا معًا طوال الوقت.

### اختفاء الزورفانية المفاجى
هناك سؤال محير، وهو: لماذا اختفت عبادة الزرفان، بينما لم تختف المازدية، لا يزال موضوع نقاش علمي ووقد اقترح آرثر كريستنسن ، أحد أوائل أنصار النظرية القائلة بأن الزرفانية كانت الدين الرسمي للساسانيين، أن رفض الزرفانية في عصر ما بعد الفتح كان استجابة ورد فعل للسلطة الجديدة للتوحيد الإسلامي الذي أدى إلى إصلاح متعمد للزرادشتية بهدف تأسيس عقيدة أرثوذكسية أقوى. 
والذي يدعمه هذا هي المصادر الأرمنية والسريانية التي تصور دين الساسانيين على أنه كان زورفانيًا بشكل واضح، إلا أن التعليقات المحلية اللاحقة كانت في الأساس مزديانية وباستثناء واحد فقط (دنكارد 9.30 من القرن العاشر) لا يذكر زورفاني على الإطلاق. ومن بين النصوص البهلوية المتبقية المزعومة، اثنان فقط، من Mēnōg-i Khrad و"مختارات زاتسبرام" (كلاهما من القرن التاسع) يكشفان عن ميل زورفاني. ويعتبر الأخير أحدث نص زرادشتي يقدم أي دليل على عبادة زورفاني. أما الروايات الأجنبية عن عقيدة آباء التوائم الزورفانيين فهي مدعومة بمصدر واحد فقط باللغة الفارسية، وهو كتاب "علماء الإسلام"، القرن الثالث عشر، والذي على الرغم من العنوان، من الواضح أنه من تأليف زرادشتي
ويرى روبرت تشارلز زاينر أن رجال الدين الزورفانيين كانوا يتبنون عقيدة صارمة لا يستطيع إلا القليلون أن يتسامحوا معها. فضلاً عن ذلك فقد فسروا رسالة النبي على نحو ثنائي إلى الحد الذي جعل إلههم يبدو وكأنه أقل قدرة وحكمة. وبقدر ما قد يبدو هذا الأمر معقولاً من وجهة نظر فكرية بحتة، فإن هذه الثنائية المطلقة لم تكن تتمتع بجاذبية التوحيد الحقيقي ولا بأي عنصر صوفي يغذي حياتها الداخلية
وهناك تفسير محتمل آخر طرحته ماري بويس ، وهو أن المازدية والزورفانية كانتا منقسمتين إقليميًا، أي أن المازدية كانت الاتجاه السائد في المناطق الواقعة إلى الشمال والشرق، وباكتريا، ومارجيانا، وغيرها من المقاطعات الأقرب إلى موطن زرادشت، بينما كانت الزرفانية بارزة في المناطق الواقعة إلى الجنوب والغرب، والأقرب إلى التأثير البابلي واليوناني، وهذا مدعوم بأدلة مانيخية تشير إلى أن الزرادشتية المازدية في القرن الثالث كان لها معقلها في بارثيا، إلى الشمال الشرقي. بعد سقوط الإمبراطورية الفارسية، تم استيعاب الجنوب والغرب بسرعة نسبية تحت راية الإسلام، بينما ظل الشمال والشرق مستقلين لبعض الوقت قبل استيعاب هذه المناطق أيضًا، وهذا يمكن أن يفسر أيضًا لماذا تكشف الملاحظات الأرمنية السريانية عن زرادشتية زرفانية مميزة، وعلى العكس من ذلك، يمكن أن يفسر التأثير اليوناني والبابلي القوي على الزرفانية.

### الإسكندر الأكبر
تشير الموسوعة البريطانية إلى أن الدين اليوناني أثر على الزرادشتية.
نتيجة لغزو الإسكندر، غمرت موجة الهيلينية الدين الإيراني بالكامل تقريبًا. ففي مدينة سوسة، على سبيل المثال، والتي كانت إحدى عواصم الأخمينيين ولكن لم يكن دين أورامازدا محليًا، لم تمثل العملات المعدنية في العصرين السلوقي والأرساكي إلهًا إيرانيًا واحدًا. ثم ظهر الدين الإيراني تدريجيًا مرة أخرى. في مدينة كوماجيني في منتصف القرن الأول قبل الميلاد، تحمل الآلهة مجموعات من الأسماء اليونانية والإيرانية: زيوس أورومازديس، وأبولون ميثرا، وهيليوس هيرميس، وأرتانيس هرقل آريس. تم العثور على أول دليل على استخدام التقويم الزرادشتي، مما يعني الاعتراف الرسمي بالزرادشتية، قبل حوالي 40 عامًا في مدينة نيسا (بالقرب من عشق آباد الحديثة في تركمانستان). بحلول ذلك الوقت، لابد أن يكون قد تم تأسيس شكل من أشكال العقيدة الأرثوذكسية حيث يجاور أورامازدا والكيانات (القوى المحيطة به) آلهة أخرى مثل ميثرا والشمس والقمر.

### خلال الإمبراطورية السلوقية
منذ فترة الإمبراطورية السلوقية وفي عهد أنطيوخس الثالث فصاعدًا، تم تأسيس عبادة دولة مركزية للملك والملكة المؤلهين. ادعت الأسرة السلوقية النسب من إله المخلص أبولو. من أجل الرعايا غير اليونانيين، تم مساواة أبولو وأخته التوأم أرتميس بمختلف آلهة الشمس والقمر المحلية التي عبدت في الإمبراطورية المتعددة الآلهة. بدءًا من عهد أنطيوخس الرابع، ربط السلوقيون حكمهم بالملكية الكونية لزيوس، الذي يمكن أيضًا تحديده بآلهة السماء غير اليونانية

### الإمبراطورية الأخمينية
أحشويروش ابن داريوس، الذي اتبع معتقدات والده، أشاد بأهورا مزدا وقال ""«حيث كان يُعبد دايوا سابقًا .. لقد دمرت دايوا وأعلنت أنه لا ينبغي عبادة دايو»ا""." أثناء مغامراته العسكرية، ضم أحشويروش جزءًا من مصر إلى مملكته ومن الجانب الغربي سار إلى اليونان. جلب هذا العديد من التأثيرات الأجنبية واضطر علماء اللاهوت الزرادشتيين إلى تقديم تنازلات لاستيعاب العديد من الآلهة غير الزرادشتية. وهكذا، كسر أرتاكسرس الثاني تقليد الثناء الاستثنائي لأهورا مزدا. في برسيبوليس، نقش أنه "«بإرادة أهورا مزدا وأناهيتا وميثرا، بنيت هذا القصر. ليتيح لي أهورا مزدا وميثرا وأناهيتا الحماية من الشر»""." إن عبادة ميثرا تعود إلى ما قبل عصر زرادشت في إيران، ولكن هناك خلاف حول ما إذا كان زرادشت قد قبل ميثرا أم رفضه. ومع ذلك، وعلى النقيض من سلفيه كورش وداريوس، أدرج أتاكسركس الثاني ميثرا في مجموعة الآلهة، بعد فترة طويلة من ولادة زرادشت.

### الزرادشتية في أرمينيا

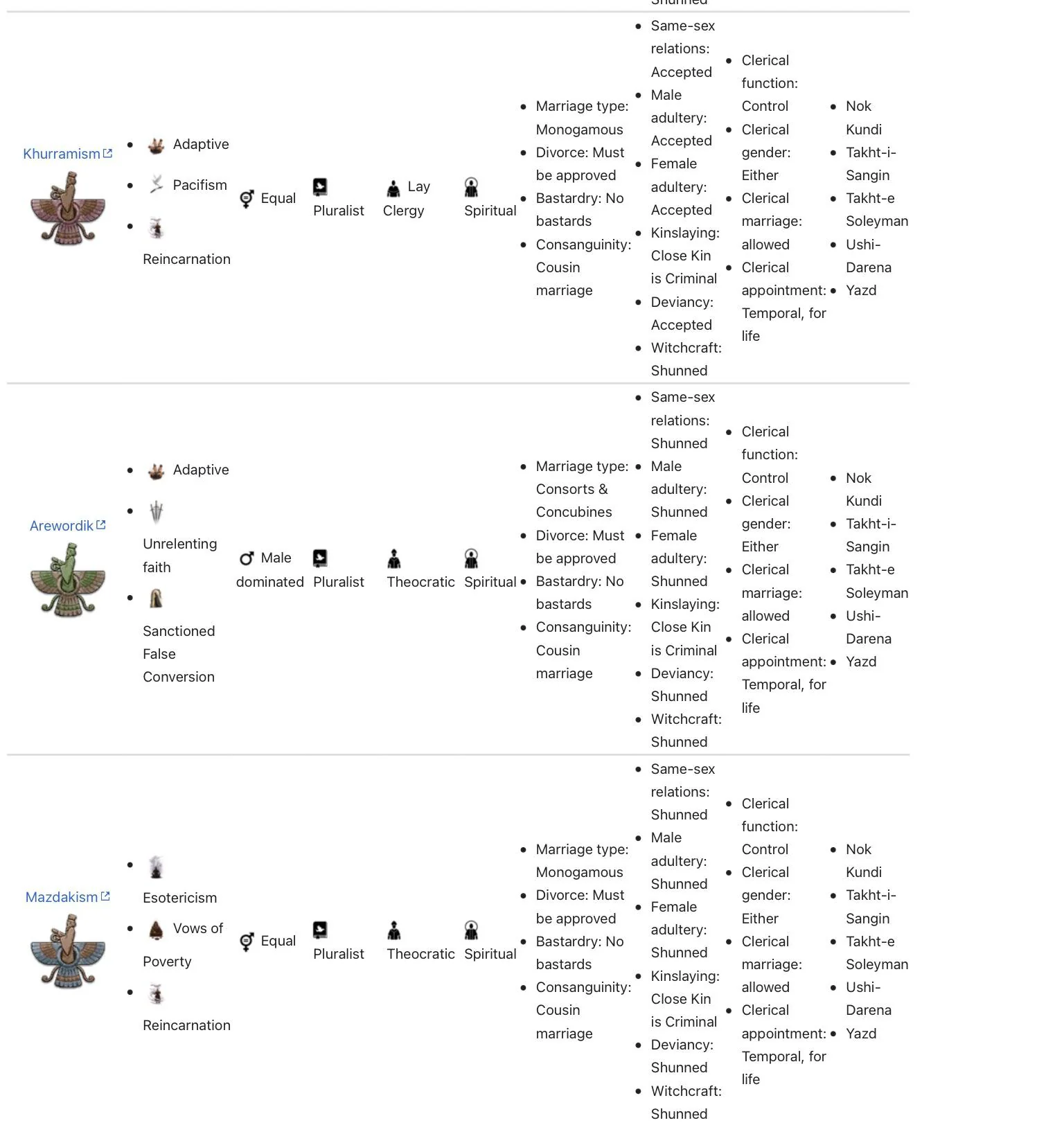
صورة لبعض الطوائف الزرادشتية، الخُرامية في إيران، الأروردية في أرمينيا، المزدكية في إيران

كان آرامازد هو الإله الرئيسي والخالق في النسخة الأرمنية من الزرادشتيةكان يُنظر إلى آرامازد باعتباره إلهًا كريمًا للخصوبة والمطر والوفرة، فضلاً عن كونه والد الآلهة الأخرى، بما في ذلك أناهيت وميهر وناني. ومثل أهورا مازدا، كان يُنظر إلى آرامازد باعتباره والد الآلهة الأخرى، ونادرًا ما كان له زوجة، رغم أنه كان في بعض الأحيان زوجًا لأناهيت أو سبانداراميت. كان آرامازد هو الشكل البارثي لأهورا مازدا

كانت الزرادشتية الأرمنية سرية للغاية وتحتوي في داخلها على ظل الآلهة الأرمنية، الذين تولوا في الزرادشتية دور اليازاتاس، زرادشتي تحدث عن خصائص الزرادشتية في أرمينيا، ويوجد خطاب من كهان زرادشتي يقول فيه: 

نحن لا نعبد سنوات الأرض مثلكم، الشمس والقمر، الرياح والنار.

في القرن الرابع عشر، كتب مخيتار أبارانتسي عن مجموعة من الناس يعبدون الشمس وسميت باللغة الأرمنية ( Արևորդիներ ) وذكر زرادشت:
| نقد الزرادشتية | وهناك بعض الأرمن الذين يتكلمون اللغة الأرمنية ويعبدون الشمس، ويطلق عليهم اسم "أريڤوردي". وليس لديهم أحرف ولا كتابة، ويربي الآباء أبناءهم وفقًا للأساطير التي تعلمها أسلافهم من الساحر زرادشت، رئيس المعبد. وهم يعبدون الشمس، ويوجهون وجوههم إليها، ويكرمون الشجرة - الحور، ومن بين الزهور - الزنبق والقطن، وغيرها، التي تواجه الشمس دائمًا. ويعتبرون أنفسهم مثلهم [الزهور] في الإيمان والأعمال السامية والعطرة، ويقدمون التضحيات [لخلاص أرواح] الموتى ويأتون بكل ضرائب [الكنيسة] إلى الكاهن الأرمني. ويدعى زعيمهم أزاراپت، وفي كل عام مرتين أو أكثر يجتمع الجميع - رجال ونساء، أبناء وبنات - معًا في وقت مظلم للغاية في مكان مخفي واحد وهم عراة، ويقرأ عليهم أزاراپت [الخطبة] والخواتم. | نقد الزرادشتية |

### زرادشت خوراجن

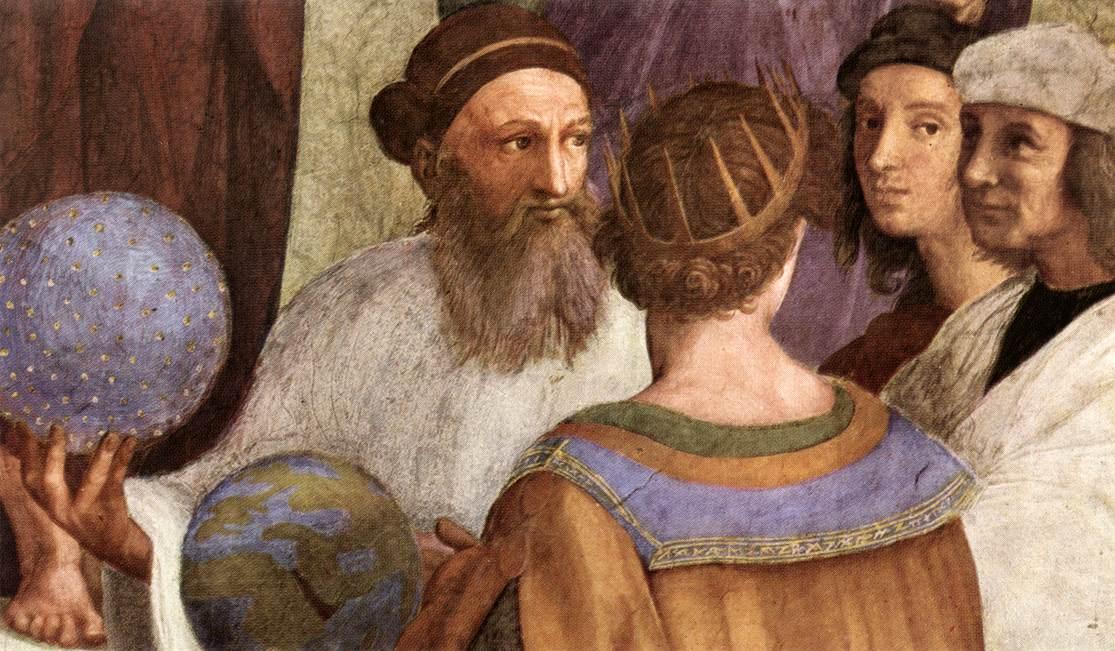
رسمة لزرادشت خوراجن

في العصر الساساني أسس زرادشت خوراغن فرقة جديدة سميت دار الدين أو الزرادشتية على اسمه. وتعرف على الكتب الفلسفية اليونانية، بما في ذلك جمهورية أفلاطون، وتأثر بيوتوبيا أفلاطون. وقد انتقلت أفكار خوراغن الزرادشتية، التي كانت اقتصادية واجتماعية في الغالب، إلى المجتمع الفارسي من خلال تلميذه مزدك. ويروي ملالاس أنه في عهد دقلديانوس، قبل مائتي عام، ظهر في روما رجل ماني يدعى بوندوس من مازداك، بأفكار جديدة ومعارض للدين الماني الرسمي. ومن أقوال بوديس: "حارب إله الخير إله الشر وهزمه، لذا فمن الضروري هنا عبادة الله". كان زرادشت خورخان في الواقع منظّرًا ومؤسسًا لتقليد يهدف إلى العودة إلى الأصالة والتوحيد، وهو النبي العظيم لإيران القديمة، وشجع ملوك الساسانيين على اتباع هذا التقليد، لأنه في تلك الأيام عندما كان للمبدأين تفسيرات وتفسيرات مختلفة للدين الزرادشتي، كان الناس مضطربين ومرتبكين

#### المزدكية

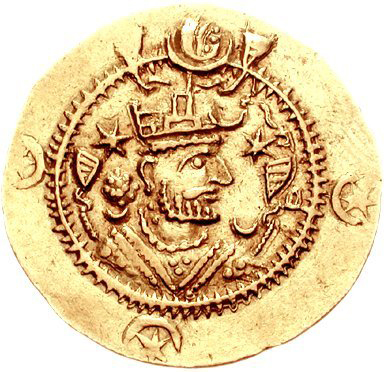
عملة ذهبية لكافاد الأول، ربما تم سكها في سوسة، في عام 529 أو 530

ولد مزدك بن موبذان في بلاد فارس واختلف في عام ولادته فقيل 467 وقيل 487 م. وقادَ حَركةً اشتراكيّة مناهضة للزَّرادشتية السائدة في عهده، وراح يناقش قضية الظلمة والنور حيث يرى أن امتزاجهما هو الذي تمخض عنه نشأة الدنيا صدفة وأسّس دينه التي دعت إلى المشاركة في الأموال والنساء.كان مزدَك الشخص الرئيسيّ في مجال التدريس الديني والفلسفي للديانة المزدكية، والتي تم اعتبارها على أنها نسخة مطوّرة ومنقّحة من الزرادشتية، على الرّغم من أنّه قد تم اعتبار أن تعاليم مزدَك مشتقّة من التعاليم المانوية أيضاً.

وانتشر مذهبه انتشاراً واسعاً في فارس في أواخر القرن الخامس للميلاد وبخاصة بعد أن اعتنقها ملك الفرس قُباذ الأول. لكن الكهان الزرادشتيين والنبلاء الفرس ما لبثوا أن ثاروا عليها، فما كان من قُباذ إلاّ أن ارتدّ عنها، وقتل مَزْدَك وأتباعه.

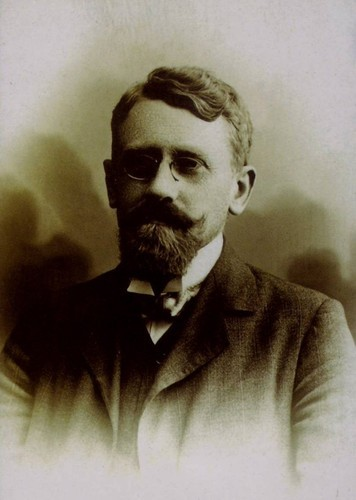
آرثر إيمانويل كريستنسن.

### الفتح الإسلامي لبلاد فارس
يذكر المستشرق آرثر كرستنسن في كتابه " إيران في العصر الساساني" أن المصادر التي ترجع إلى عهد الدولة الساسانية في اللغة الفارسية القديمة والتي تشير إلى العقيدة الزرادشتية لا تتطابق مع المصادر التي ظهرت بعد انهيار الدولة، مثل المصدر البهلوي وغيره، والسبب هو أنه بسبب سقوط الدولة الساسانية حاول رجال الدين الزرادشتيون إنقاذ دينهم من الانقراض من خلال تعديله ليشبه دين المسلمين للاحتفاظ بالأتباع في الديانة الزرادشتية. 

ويعلق جيراردو جنولى الإيطالي, مؤرخً للأديان والخبيرً في الشؤون الإيرانية على أن الفتح الإسلامي لبلاد فارس كان له تأثير كبير على العقيدة الزرادشتية.
بعد الفتح الإسلامي لبلاد فارس وهجرة العديد من الزرادشتيين إلى الهند وبعد تعرضهم للدعاية الإسلامية والمسيحية ذهب الزرادشتيون وخاصة البارسيون في الهند إلى حد إنكار الثنائية واعتبار أنفسهم موحدين تماما وبعد عدة تحولات وتطورات تلاشت تدريجيا إحدى السمات المميزة للديانة الزرادشتية وكادت أن تختفي من الزرادشتية الحديثة  
وتقول الموسوعة الكاثوليكية:
| نقد الزرادشتية | إذا كان الأمر كذلك، كما يرى دارمستيتر، فيجب علينا أن نعكس الموقف وننسب الملائكة الزرادشتيين إلى تأثير الكتاب المقدس وفيلو. لقد تم التأكيد على التشابه بين "السبعة الذين يقفون أمام الله" في الكتاب المقدس والأميشا-سبنتا السبعة في زند-أفيستا. ولكن يجب أن نلاحظ أن هؤلاء الأخيرين هم في الواقع ستة، ولا يتم الحصول على الرقم سبعة إلا من خلال حساب "والدهم، أهورا-مزدا"، بينهم كرئيس لهم. علاوة على ذلك، فإن هؤلاء الملائكة الزرادشتيين أكثر تجريدية من كونهم ملموسين؛ فهم ليسوا أفرادًا مكلفين بمهام جسيمة كما في الكتاب المقدس. | نقد الزرادشتية |

وفقًا لبرنارد لويس، كان سبب تراجع الزرادشتية هو ارتباط رجال الدين الزرادشتيين ارتباطًا وثيقًا بهيكل السلطة في إيران القديمة. وقد أدى فقدان هذه القاعدة والافتقار إلى الأصدقاء خارج إيران، فضلاً عن الافتقار إلى مهارات البقاء القوية مثل اليهود، إلى إحباطهم وتقليص أعدادهم. ويقول دونر إن "الزرادشتيين استمروا في الوجود بأعداد كبيرة في شمال وغرب إيران وأماكن أخرى لعدة قرون بعد ظهور الإسلام، والواقع أن الكثير من مجموعة النصوص الدينية الزرادشتية تم إعدادها وكتابتها خلال الفترة الإسلامية"

### ثورة بهافريد
كان بهافريد أحد أتباع الزرادشتية الفارسيين في القرن الثامن، والذي بدأ ثورة فلاحية دينية بعناصر من الزرادشتية والإسلام. كان يؤمن بزرادشت ويؤيد جميع المؤسسات الزرادشتية. كان أتباعه يصلون سبع مرات في اليوم في نحوالشمس، ويحرمون المسكرات، ويحافظون على شعرهم طويلاً ويحرمون التضحية بالماشية إلا عندما تكون هشة. تم قمع ثورته من قبل القائد العباسي أبو مسلم، وتم إعدامه شنقًا. ومع ذلك، اعتقد أتباعه أنه سينزل مرة أخرى. انضم بعض أتباعه إلى حركة الأستاذ سيس.

#### ثورة أستاذ سيس
حركة أستاذ سيس تعتبر استمرار لحركة بهافريد حيث ادعى النبوة وقام بثورة ولكن تم قمعه ايضاوبحسب الشهرشتاني، هناك جماعة بين الزرادشتيين تسمى السيسانية والبهفريدية. وخلص بعض الباحثين إلى أن الشهرشتاني ذكر هذين الاسمين دون اختلاف، وأن آراءهما كانت واحدة أو على الأقل متشابهة. لم تكن حركة ستادسيس سياسية فحسب، بل كان لها أيضًا جانب ديني: فقد كتب أنه ادعى أنه نبي وأن أصحابه ارتكبوا الكفر والفجور والسرقة.

### تمرد الخرمية

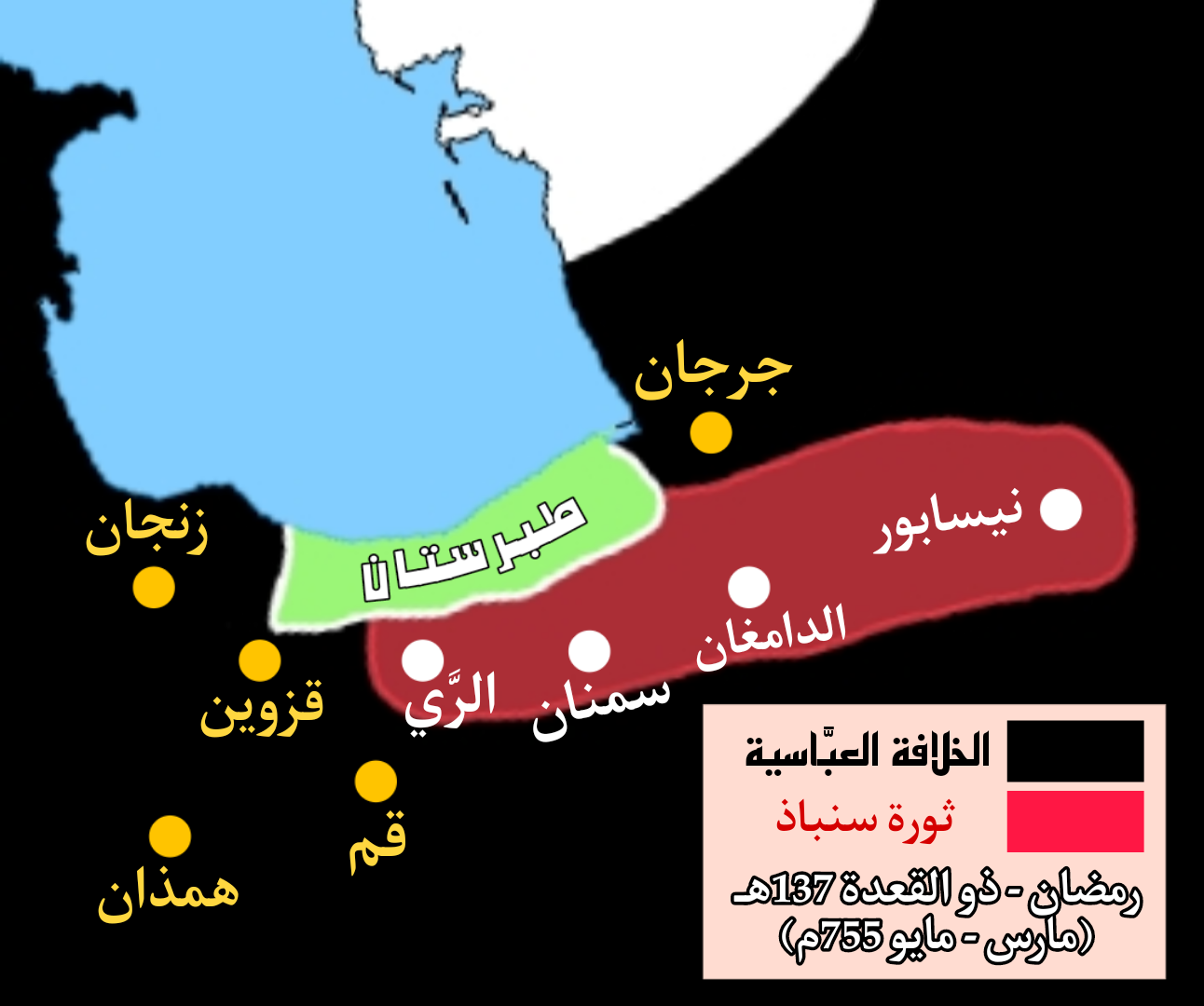
خريطة تُظهر ثورة سنباذ في وجه الخلافة العبَّاسية سنة 137هـ / 755م، انتهت بانتصار العبَّاسيين والقضاء على أتباعه، وحين لاذ سنباذ نحو طبرستان، تعرَّض للقتل من قبل أحد أقرباء الأصبهبذ حاكم طبرستان.

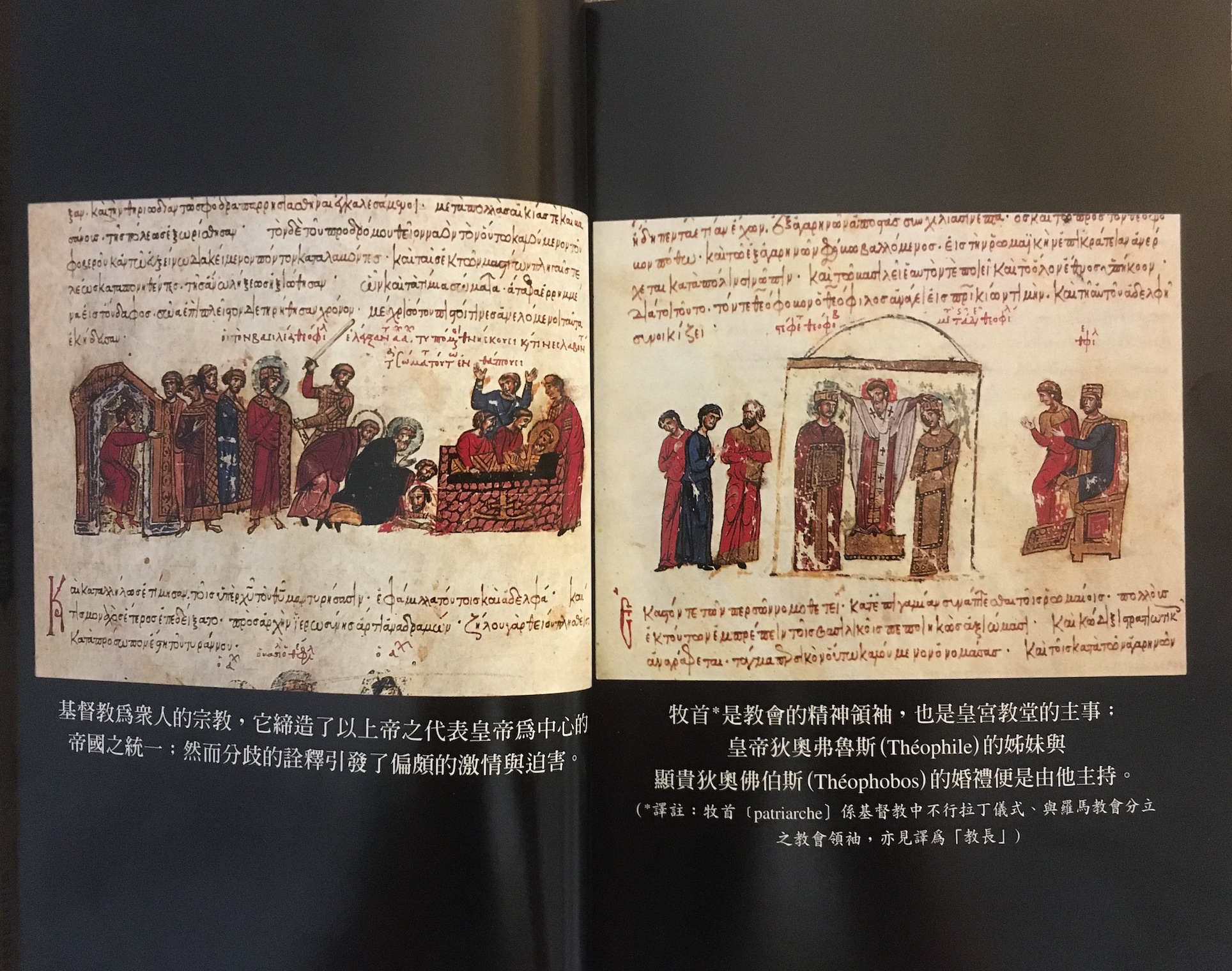
على اليمين: زواج ثيوفوبوس وأخت الإمبراطور ثيوفيلوس، من تاريخ سكايليتزيس

الخُرامون تأسست هذه الطائفة على يد رجل الدين الفارسي سنباد، وكانت بمثابة إحياء لطائفة المزدكية سابقة, مزجت بين الإسلام الشيعي والزرادشتية, أن شهرتها الحقيقية كانت في تبنيها من قبل بابك خرم الدين كأساس للتمرد ضد الخلافة العباسية.

#### ثورة إسحاق الترك
إسحاق الترك، الداعية الذي أرسله أبو مسلم، حاكم خراسان والشخصية الرائدة في الثورة العباسية، إلى الشعب التركي في بلاد ما وراء النهر. كان لديه ميول زرادشتية أو خرمي، وبعد أن قتل الخليفة المنصور أبا مسلم في عام 137/755، بشر بأن أبا مسلم كان رسولاً لزرادشت وأنه بقي على قيد الحياة في جبال الري، ومن هناك سيعود وهكذا نال ولاء بعض الجماعات التي قبلت أبا مسلم إمامًا وحتى كظهور للألوهية، ولم يكن من الممكن تلقي رسالته ونشرها إلا بين الأشخاص ذوي المشاعر الزرادشتية أو أولئك الذين استخدموا مثل هذه المشاعر للترويج لنضالهم ضد العرب.

#### ثيوفوبس
كان قائدًا للخوراميين الذين اعتنقوا المسيحية ودخلوا الخدمة البيزنطية تحت حكم الإمبراطور ثيوفيلوس ( حكم من  829 إلى 843 ) رُفع إلى رتبة عالية وتزوج من إحدى أفراد العائلة الإمبراطورية، وأُعطي ثيوفوبوس قيادة زملائه الخُرميين وخدم تحت قيادة ثيوفيلوس في حروبه ضد الخلافة العباسية في 837-838. بعد هزيمة البيزنطيين في معركة أنزن ، أعلنه رجاله إمبراطورًا، لكنه لم يسعَ إلى هذا الادعاء. وبدلاً من ذلك، استسلم سلمياً لثيوفيلوس في العام التالي، وتم العفو عنه على ما يبدو، حتى أعدمه الإمبراطور المحتضر في عام 842 لمنع الطعن في تولي مايكل الثالث العرش.

رسمة متخيلة لمقنع الخراسني

### ثورة المقنع
كان المقنع زعيمًا دينيًا، وكان في الأصل صانعًا للأقمشة من مرو في خراسان ، وقاد ثورة في تلك المقاطعة ضد الخليفة العباسي المهدي . كان المقنع يدعو إلى عقيدة تجمع بين عناصر الإسلام والزرادشتية ، واستمر في الحرب لمدة ثلاث سنوات تقريبًا في الميدان وسنتين إضافيتين في حصنه في سنام قبل أن يُهزم في النهاية وينتحر.

### آذرکیوانیان
آذرکیوانیان بالفارسية : ( آذرکیوانیان ) طائفة زرادشتية ظهرت في الدولة الصفوية وأسسها آذر كيوان الذي كان تلميذ أبو الفتوح يحيى بن حبش بن أميرك السُّهروردي.

### البارسيين
في ستينيات وسبعينيات القرن التاسع عشر، فسّر اللغوي مارتن هاوج الكتابات الزرادشتية بمصطلحات مسيحية، وقارن اليازاتا بملائكة المسيحية. وفي هذا المخطط، فإن الأميشا سبنتاس هم حاشية رئيس الملائكة لأهورا مازدا، مع الهامكار كجنود داعمين للملائكة الأقل شأناً..

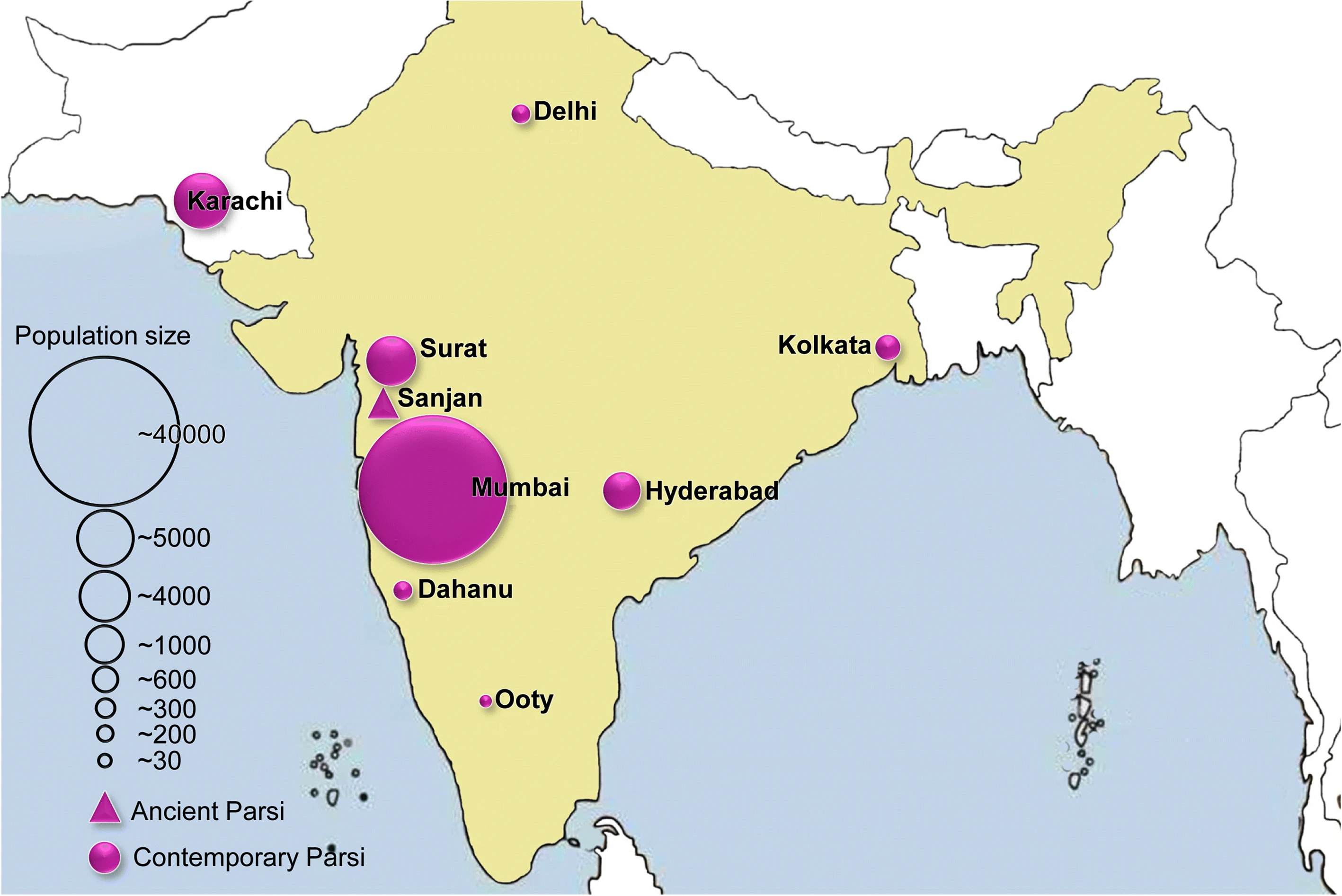
التوزيع الجغرافي للسكان من البارسيين الحديثين والقدماء.

في الوقت الذي كتب فيه هاوج ترجماته، كان مجتمع البارسيين (أي الزرادشتيين الهنود) تحت ضغط شديد من المبشرين الإنجليز والأمريكيين، الذين انتقدوا الزرادشتيين بشدة بسبب "تعدد الآلهة" - كما صوره جون ويلسون في عام 1843 - والذي زعم المبشرون أنه أقل قيمة بكثير من "التوحيد" الخاص بهم. في ذلك الوقت، كانت الزرادشتية تفتقر إلى علماء لاهوت خاصين بها، وبالتالي كان الزرادشتيون غير مجهزين بشكل جيد لتقديم قضيتهم الخاصة. في هذه الحالة، جاء تفسير هاوج المضاد بمثابة ارتياح مرحب به، وتم قبوله (إلى حد كبير) بامتنان باعتباره شرعيًا.
انتشرت تفسيرات هاوج لاحقًا باعتبارها تفسيرات زرادشتية، والتي وصلت في النهاية إلى الغرب حيث شوهدت لتؤكد تفسير هاوج. ومثل معظم تفسيرات هاوج، فإن هذه المقارنة راسخة اليوم لدرجة أن تفسير "yazata" على أنها "ملاك" مقبول عالميًا تقريبًا؛ سواء في المنشورات المخصصة لجمهور عام وكذلك في الأدبيات الأكاديمية (غير اللغوية).
وقد تسبب هجرة البارسيين إلى الهند في نقص المعرفة الدينية، مما أدى إلى الشك في عدة أمور، مما جعلهم يرسلون رجالاً إلى إيران أثناء الحكم الإسلامي من أجل تعلم الدين من الزرادشتيين في إيران. إلا أنه وفقاً للمستشرق آرثر كريستنسن وعدد من المؤرخين العرب، فإن العقيدة الزرادشتية تغيرت بعد سقوط الدولة الساسانية لأن رجال الدين الزرادشتيين حاولوا إنقاذ دينهم من الانقراض بتعديله ليشبه دين المسلمين، بحيث لا يكون للزرادشتيين سبب لاعتناق الإسلام، إلا أن هذا لم ينجح في منع الزرادشتيين من اعتناق الإسلام، كما تسبب في ظهور نسخة جديدة من الزرادشتية تشبه الإسلام وتختلف عن الزرادشتية في العصر الساساني.
وتضيف الموسوعة الكاثوليكية التعليق التالي:
في الديانة الفارسية القديمة (الزرادشتية، والمزدية، والبارسية) نلتقي بما قد يكون، في أفضل عناصره، أعلى أنواع علم الآخرة العرقي. ولكن كما نعرفه في الأدب البارسي، فإنه يحتوي على عناصر ربما تم استعارتها من ديانات أخرى؛ وبما أن بعض هذا الأدب يعود إلى ما بعد المسيحية بالتأكيد، فلا ينبغي لنا أن نغفل عن إمكانية تأثير الأفكار اليهودية وحتى المسيحية على التطورات الإسخاتولوجية اللاحقة

## الدعوة الزرادشتية
وبسبب نقص المعرفة التاريخية، فإنه لا يزال من غير الممكن تحديد زمان ومكان نشأة الزرادشتية بدقة من خلال تعليقات وتقارير الأفستا، أو معرفة كيفية انتشار المازدية في إيران القديمة. وهناك الكثير من الجدل والشك في هذه الحالات. وفي هذا الجهل، تساعدنا أعمال المؤلفين اليونانيين والرومانيين والأدلة والبراهين من كتاباتهم. وعلى الرغم من كل الجهود المبذولة لتنظيم ومراجعة هذه الكتابات، فإن التفسيرات والتقارير تتناقض أحيانًا مع بعضها البعض في قضايا مهمة وأساسية. وفي هذا التناقض يلعب عامل الزمان والمكان دورًا فعالًا. لقد خضعت المعتقدات الإيرانية للعديد من التغييرات والتحولات في اتساع إمبراطورية عظيمة وخلال قرون عديدة من التاريخ المغامريجب أن نأخذ في الاعتبار أن انتشار الزرادشتية في العصور القديمة كان مبالغًا فيه، ومن المرجح أن الزرادشتية كانت في بداية حركة محلية في شرق إيران لم يتم تحديد حدودها بعد. وقد واجه هذا الدين الجديد مقاومة ومعارضة قوية من الديانات المشتركة ولفترة طويلة لم يتمكن من الوصول إلى السيادة الكاملة والسيادة ومع انتشاره تغير. اختلطت الديانة الزرادشتية مع الديانات التي نشأت سعيًا وراءها، وانتشرت مازديسينا في إيران بطريقة مختلفة تمامًا.

## الأدب
وتشير الموسوعة الإيرانية إلى أن قصص حياة زرادشت تعرضت للتحريف من خلال اقتباس قصص من المسيحية واليهودية ونسبتها إلى زرادشت، إلا أن أكثر الاقتباسات كانت من الإسلام بعد دخول المسلمين إلى بلاد فارس، حيث كان وسيلة لرجال الدين الزرادشتيين لتقوية دينهم..
قُبلت دساتیر آسماني في المجتمعات الزرادشتية في إيران والهند باعتبارها صحيحة، خاصة من الكادمي، ولكن يُعتقد بشكل عام أنها محض تزييف. 
جادل ويلسون أن الابستاق لا يمكن أن يكون مستوحى دينيًا لأن الكثير من نصوصه كانت مبهمة أو فُقدت بشكل غير قابل للنقض، واعتبر مارتن هوغ، الذي ساعد البارسيين في الهند بشكل كبير في الدفاع عن دينهم ضد هجمات المبشرين المسيحيين من أمثال ولسون، أن الغاتاس هو النص الوحيد والكتاب المقدس الوحيد الموثوق به الذي يمكن نسبه إلى زرادشت.